# KNM-WT 17000
KNM-WT 17000, surnommé le Crâne noir, est un crâne fossile de l'espèce éteinte Paranthropus aethiopicus, découvert en 1985 à l'ouest du lac Turkana, au Kenya, par le paléoanthropologue américain Alan Walker,.

## Description
Ce reste fossile est celui d'un individu adulte, doté d'une boîte crânienne petite, basse et allongée, d'environ 410 cm3, soit une capacité légèrement inférieure à celle des Paranthropes plus tardifs. Le crâne est caractérisé par une constitution robuste avec une crête sagittale proéminente. Sa coloration noire est due à la haute teneur en manganèse des sédiments qui l'entouraient.
Son âge est estimé à 2,5 millions d'années.

## Analyse
KNM-WT 17000 n'est pas l'holotype de son espèce, définie dès 1967 par Yves Coppens et Camille Arambourg, mais demeure le fossile le plus complet de Paranthropus aethiopicus trouvé à ce jour, et la source principale des travaux sur cette espèce.
Ses caractères morphologiques partagés en partie avec les Paranthropes plus tardifs (caractères faciaux), et en partie avec Australopithecus afarensis (caractères crâniens), nourrissent le débat toujours en vigueur entre partisans et adversaires de la validité du genre Paranthropus.